# McAuley Schenker Group
McAuley Schenker Group fue una banda de hard rock fundada en 1986 en Alemania por el exguitarrista de Scorpions y UFO, Michael Schenker y por el exvocalista de Grand Prix, Robin McAuley. La banda es prácticamente la continuación de la agrupación anterior de Schenker, ya que sigue el mismo estilo musical, aunque más melódico e incluso mantiene las siglas MSG.

## Historia

### Inicios
Luego de disolver la banda Michael Schenker Group, el exguitarrista de UFO regresó a su Alemania natal para tomar un receso que duró dos años. Durante este periodo conoció al irlandés Robin McAuley, exvocalista de Grand Prix, con quien decidió unirse para crear la banda que denominaron McAuley Schenker Group, a mediados de 1986. Tras esto convocaron al bajista Rocky Newton y al guitarrista Steve Mann, ambos de Lionheart y al baterista alemán Bodo Schopf, conocido por ser miembro fundador de Eloy.
Su primera presentación fue en el festival Monsters of Rock en Alemania junto a Ozzy Osbourne y Scorpions, entre otros, en la que interpretaron algunas canciones de Michael Schenker Group y sus primeros demos. Luego se radicaron en Los Ángeles, California, debido a que la escena musical por aquel entonces estaba en la ciudad estadounidense.

### El éxito a finales de los ochenta
A las semanas después de llegar a Los Ángeles firmaron con Capitol Records y lanzaron su primer álbum Perfect Timing, que recibió excelentes críticas de la prensa. Su trabajo debut alcanzó el puesto 95 en la lista estadounidense Billboard 200, apoyado principalmente por el sencillo «Gimme Your Love», que se posicionó en el lugar 40 de los Mainstream Rock Tracks. Para promocionarlo salieron de gira como teloneros de bandas como Whitesnake, Rush y Def Leppard.
En 1989 publicaron su segundo trabajo y más exitoso de su carrera Save Yourself, que ocupó la posición 92 en la lista Billboard 200. Este contiene la canción «Anytime», éxito en varios países europeos y en Estados Unidos, donde obtuvo la posición cinco en el Mainstream Rock Tracks en el mismo año y que al año siguiente entró en los Billboard Hot 100 en el puesto 69. Durante la gira promocional compartieron escenario con Great White, cerrando algunas noches ellos y otras el grupo norteamericano, y también salieron de gira con Black Crowes, siendo estos grupo invitado.

### Los noventa y la separación
En la década siguiente y luego del retiro de algunos integrantes firmaron con EMI Music, para lanzar su último álbum de estudio M.S.G. en 1992, que no obtuvo tanto éxito como con los trabajos anteriores, demostrando el declive de la banda. Durante ese año, grabaron una presentación en acústico en Anaheim (California), que fue lanzado en 1993 bajo el título de MSG Unplugged. Tras el lanzamiento del disco, el vocalista Robin McAuley se retiró del grupo y además de la escena musical durante años, tras contraer matrimonio en 1993. Oficialmente Michael finalizó la banda a finales de 1993, tras no sentirse a gusto con mantener el grupo sin Robin.

### Los años 2000 y reuniones espontáneas
En el nuevo milenio, Robin y Michael han tenido algunas reuniones esporádicas para algunos conciertos o en algunas producciones. Una de ellas fue en 2004, cuando participaron del álbum tributo a Iron Maiden Numbers from the Beast: An All-Stars Salute to Iron Maiden, donde interpretaron «Run to the Hills». Otra de las reuniones se celebró el 20 de enero de 2005 en el recinto The Vault de Long Beach (California), durante un concierto de Michael Schenker Group, donde Robin fue invitado a tocar algunas de las canciones de la banda, que se convirtió en la primera vez que ambos músicos tocaban temas de McAuley Schenker Group luego de doce años de separación.
En 2012 y a través de su página oficial, Michael informó a sus fanáticos la realización de una gira por los Estados Unidos junto a Robin, que contó con veintinueve presentaciones entre enero y marzo, que además ha sido la última reunión de ambos músicos.

## Discografía
- 1987: Perfect Timing
- 1989: Save Yourself
- 1992: M.S.G.
- 1993: MSG Unplugged

## Miembros

### Miembros originales
- Michael Schenker: guitarra líder (1986-1993, 2012)
- Robin McAuley: voz (1986-1993,2012)
- Steve Mann: guitarra rítmica, teclados y coros (1986-1989, 1992)
- Rocky Newton: bajo (1986-1988)
- Bodo Schopf: batería

### Otros miembros
- Mitch Perry: guitarra (1988)
- Jeff Pilson: bajo (1989-1990)
- Jesse Harms: teclados (1992)
- James Kottak: batería (1992)
- Spencer Sercombe: guitarra (1993)